# Finnerödja
Finnerödja är en tätort i Laxå kommun i Örebro län och kyrkby i Finnerödja socken i Västergötland. Orten ligger i Tiveden vid Västra stambanan och E20, i Västergötland.

## Historia
När finländska arbetare under senare hälften av 1500-talet flyttade till skogsområdet Tiveden, började den egentliga bebyggelsen i Finnerödja, som ursprungligen var namnet på en gård (1587), men blev sedan sockennamn för Finnerödja socken.
Armén lät under andra världskriget bygga sex stora centrallager för drivmedel i Sverige,  varav ett var beläget i Finnerödja.
Krämarstan var en så kallad tattarstad belägen cirka 3 km från Finnerödja. Namnet kommer från krämare, resande försäljare. Där bodde människor från resandefolket i närmare tjugo år innan de motades iväg genom något som kan liknas vid en etnisk rensning på 1920-talet.
Finnerödja har också varit känd för sina jordgubbsodlingar, vilka var omfattande mellan 1940-talet och början av 1980-talet. Plockningen var ett populärt sommarjobb för skolungdomar, vilket ledde till den årliga tävlingen Miss Jordgubbe.

### Befolkningsutveckling
| Befolkningsutvecklingen i Finnerödja 1960–2020 | Befolkningsutvecklingen i Finnerödja 1960–2020 | Befolkningsutvecklingen i Finnerödja 1960–2020 | Befolkningsutvecklingen i Finnerödja 1960–2020 | Befolkningsutvecklingen i Finnerödja 1960–2020 |
| ---------------------------------------------- | ---------------------------------------------- | ---------------------------------------------- | ---------------------------------------------- | ---------------------------------------------- |
|                                                |                                                |                                                |                                                |                                                |
| År                                             |                                                |                                                | Folkmängd                                      | Areal (ha)                                     |
| 1960                                           | 1960                                           |                                                | 706                                            |                                                |
| 1965                                           | 1965                                           |                                                | 792                                            |                                                |
| 1970                                           | 1970                                           |                                                | 833                                            |                                                |
| 1975                                           | 1975                                           |                                                | 857                                            |                                                |
| 1980                                           | 1980                                           |                                                | 861                                            |                                                |
| 1990                                           | 1990                                           |                                                | 794                                            | 100                                            |
| 1995                                           | 1995                                           |                                                | 775                                            | 101                                            |
| 2000                                           | 2000                                           |                                                | 716                                            | 101                                            |
| 2005                                           | 2005                                           |                                                | 692                                            | 101                                            |
| 2010                                           | 2010                                           |                                                | 604                                            | 101                                            |
| 2015                                           | 2015                                           |                                                | 575                                            | 112                                            |
| 2020                                           | 2020                                           |                                                | 523                                            | 110                                            |
|                                                |                                                |                                                |                                                |                                                |

## Näringsliv

### Bankväsende
På 1910-talet hade två affärsbanker kontor i Finnerödja: Mälareprovinsernas bank och Skaraborgs enskilda bank. Handelsbanken tog över Mälarebanken år 1926. Även Mariestads sparbank och Jordbrukskassan har haft kontor i Finnerödja, men dessa drogs in på 1990-talet.
Den 30 september 2016 stängde Handelsbanken ortens sista bankkontor.

## Idrott
I Finnerödja finns Finnerödja IF.